# Stora Abborrtjärnet (Gunnarskogs socken, Värmland)
Stora Abborrtjärnet är en sjö i Arvika kommun i Värmland och ingår i Göta älvs huvudavrinningsområde.